# (1179) Mally
(1179) Mally – planetoida z pasa głównego asteroid okrążająca Słońce w ciągu 4 lat i 87 dni w średniej odległości 2,62 au. Została odkryta 19 marca 1931 roku w Landessternwarte Heidelberg-Königstuhl w Heidelbergu przez Maxa Wolfa. Nazwa planetoidy pochodzi od imienia żony Franza Wolfa, synowej Maxa Wolfa. Przed nadaniem nazwy planetoida nosiła oznaczenie tymczasowe (1179) 1931 FD.